# Fauscoum
Fascoum (in gaelico irlandese Fáschom) è una montagna irlandese, situata in una delle contee della provincia del Munster, Waterford. È la più alta montagna delle Comeragh Mountains, la catena a cui appartiene, e la seconda dell'intera contea preceduta solo dal monte Knockmealdown.